# Liste der Johannes-Nepomuk-Darstellungen im Bezirk Gmünd
Der 1729 heiliggesprochene Johannes Nepomuk gilt nach Maria und Josef als der am dritthäufigsten dargestellte Heilige in Österreich. An zahlreichen Standorten gibt es Johannes-Nepomuk-Darstellungen im niederösterreichischen Bezirk Gmünd.
Erst nach Böhmen, aber noch vor dessen Selig- oder Heiligsprechung, setzte in Niederösterreich jene Verehrung Johannes Nepomuks ein, die sich in Form von Statuen und Bildern dokumentiert. Gemessen an der großen Zahl plastischer und bildhafter Darstellungen ist die Zahl der Johannes Nepomuk geweihten Kirchen im Bezirk Gmünd allerdings verschwindend gering.

## Standorte
| Foto |                 | Objekt                                                                     | Standort                | Künstler                         | Baujahr | Beschreibung |
| ---- | --------------- | -------------------------------------------------------------------------- | ----------------------- | -------------------------------- | ------- | --- |
| ja   | Datei hochladen | Statue Johannes Nepomuk                                                    | Eberweis ·              |                                  |         | Bei der Braunaubach-Wehr in Eberweis (Gemeinde Heidenreichstein) steht eine Wegkapelle mit einer Statue des hl. Johannes Nepomuk. |
| ja   | Datei hochladen | Statue Johannes Nepomuk HERIS-ID: 64958 Objekt-ID: 77736                   | Eberweis ·              |                                  |         | Anlässlich der Errichtung der Brücke über den Braunaubach in Eberweis wurde auch eine Johannes-Statue aufgestellt. Dabei handelt es sich um einen von mehreren Abgüssen einer in Budweis stehenden Statue des Heiligen.                                                                                            |
| ja   | Datei hochladen | Statue Johannes Nepomuk HERIS-ID: 29239 Objekt-ID: 25881                   | Eggern ·                |                                  |         | Bei der Brücke über den Romaubach in Eggern wurde 1991 eine Kapelle errichtet und darin nach ihrer Restaurierung eine aus Holz geschnitzte Statue Johannes Nepomuks aufgestellt. Diese befand sich ursprünglich in einer ebenfalls 1991 abgerissenen Kapelle beim Gutshof Pengern.                                 |
| BW   | Datei hochladen | Gemälde Johannes Nepomuk                                                   | Eisgarn ·               |                                  |         | Im Kollegiatstift Eisgarn befinden sich Ölgemälde von der Marter und dem Brückensturz von Johannes Nepomuk aus dem 18. Jahrhundert. |
| ja   | Datei hochladen | Statue Johannes Nepomuk HERIS-ID: 29247 Objekt-ID: 25889                   | Eisgarn ·               |                                  | 1729    | Bei der Brücke von Eisgarn steht eine Statue Johannes Nepomuks aus dem Jahr 1729. |
| ja   | Datei hochladen | Statue Johannes Nepomuk HERIS-ID: 29338 Objekt-ID: 25981                   | Gmünd ·                 |                                  | 1905    | In der Pfarrkirche St. Stephan (Gmünd) befindet sich eine Statue des Johannes Nepomuk aus dem Jahr 1905. |
| ja   | Datei hochladen | Statue Johannes Nepomuk HERIS-ID: 29294 Objekt-ID: 25936                   | Gmünd ·                 |                                  |         | In Gmünd steht bei der Johannesbrücke über die Lainsitz eine Statue Johannes Nepomuks. Ursprünglich stand diese auf einer hölzernen Brücke. Als diese 1884 durch eine Stahlbrücke ersetzt wurde, wurde die Statue zur so genannten Bodensdorfermühle versetzt.                                                     |
| BW   | Datei hochladen | Statue Johannes Nepomuk                                                    | Gopprechts ·            |                                  |         | Auf dem Altar der Ortskapelle von Gopprechts steht eine geschnitzte Figur Johannes Nepomuks aus der ersten Hälfte des 18. Jahrhunderts. |
| ja   | Datei hochladen | Statue Johannes Nepomuk HERIS-ID: 29274 Objekt-ID: 25916                   | Großpertholz ·          | Ernst Sigismund Hacklberg-Landau | 1715    | Auf der Dreifaltigkeitssäule von Großpertholz befindet sich eine Darstellung Johannes Nepomuks. |
| ja   | Datei hochladen | Statue Johannes Nepomuk HERIS-ID: 29272 Objekt-ID: 25914                   | Großpertholz ·          |                                  |         | An der alten Gemeindestraße nach Steinbach steht beim ehemaligen Kindergarten eine Johannes-Nepomuk-Statue. |
|      | Datei hochladen | Statue Johannes Nepomuk                                                    | Großpertholz            |                                  |         | Auf dem Hauptplatz von Großpertholz steht beim Schlossgarten eine Statue Johannes Nepomuks aus dem 18. Jahrhundert. |
| ja   | Datei hochladen | Statue Johannes Nepomuk HERIS-ID: 29432 Objekt-ID: 26077                   | Großschönau ·           |                                  |         | An der linken Seite des Langhauses der Pfarrkirche von Großschönau steht eine polychromierte Skulptur Johannes Nepomuks aus dem zweiten oder dritten Viertel des 18. Jahrhunderts. |
| ja   | Datei hochladen | Statue Johannes Nepomuk HERIS-ID: 29428 Objekt-ID: 26073                   | Großschönau ·           |                                  | 1784    | Auf dem Marktplatz von Großschönau steht eine Statue Johannes Nepomuks mit dem Chronogramm 1784. |
| ja   | Datei hochladen | Statue Johannes Nepomuk HERIS-ID: 29493 Objekt-ID: 26139                   | Harbach ·               |                                  |         | In Harbach steht eine Johannes-Nepomuk-Kapelle. |
| ja   | Datei hochladen | Statue Johannes Nepomuk HERIS-ID: 29370 Objekt-ID: 26013                   | Heidenreichstein ·      |                                  |         | Bei der Brücke über den Romaubach im Zuge der Schremser Straße in Heidenreichstein steht eine um 1900 errichtete Wegkapelle mit einer Statue Johannes Nepomuks aus der zweiten Hälfte des 18. Jahrhunderts. Die Statue stand bis 1891 auf der gegenüberliegenden Seite beim Hofwehrteich.                          |
| ja   | Datei hochladen | Statue Johannes Nepomuk                                                    | Heidenreichstein ·      |                                  |         | In einer Nischenkapelle in der Schremser Straße in Heidenreichstein steht eine Johannes-Nepomuk-Statue. |
| ja   | Datei hochladen | Statue Johannes Nepomuk HERIS-ID: 29658 Objekt-ID: 26313                   | Heinrichs bei Weitra ·  |                                  |         | In der Pfarrkirche von Heinrichs bei Weitra befindet sich auf dem Seitenaltar eine geschnitzte Figur Johannes Nepomuks. |
| ja   | Datei hochladen | Statue Johannes Nepomuk                                                    | Heinrichs bei Weitra ·  |                                  |         | Bei der an der Brücke von Heinrichs bei Weitra stehenden Johannes-Nepomuk-Statue handelt es sich um den Abguss einer in Budweis befindlichen Statue des Heiligen. |
| ja   | Datei hochladen | Statue Johannes Nepomuk HERIS-ID: 29353 Objekt-ID: 25996                   | Hirschbach ·            |                                  |         | Am südlichen Ortsende von Hirschbach steht bei der Brücke in der Kirchberger Straße eine Statue Johannes Nepomuks aus dem 18. Jahrhundert. |
| ja   | Datei hochladen | Johannes Johannes Nepomuk                                                  | Hirschbach ·            |                                  |         | An der Straße von Hirschbach nach Kirchberg am Walde steht eine Johannes Nepomuk geweihte und mit 1734 datierte Kapelle. |
| ja   | Datei hochladen | Johannes Johannes Nepomuk HERIS-ID: 29453 Objekt-ID: 26098                 | Höhenberg ·             |                                  | 1780    | Gegenüber der Pfarrkirche von Höhenberg steht in einer Johannes Nepomuk geweihten Kapelle mit Knickgiebel aus dem Jahr 1878 auf einem klassizistischen Piedestal eine Statue Johannes Nepomuks. |
| ja   | Datei hochladen | Statue Johannes Nepomuk HERIS-ID: 11357 Objekt-ID: 7443                    | Hörmanns bei Litschau · |                                  |         | Bei der in Hörmanns bei Litschau befindlichen Brücke steht eine Statue Johannes Nepomuks aus dem zweiten Viertel beziehungsweise der Mitte des 18. Jahrhunderts. |
| ja   | Datei hochladen | Giebelfigur Johannes Nepomuk HERIS-ID: 29466 Objekt-ID: 26111              | Hoheneich ·             |                                  | 1882    | An der Westfassade der Pfarr- und Wallfahrtskirche von Hoheneich befindet sich eine aus dem Jahr 1882 stammende Darstellung Johannes Nepomuks als Giebelfigur. |
| ja   | Datei hochladen | Statue Johannes Nepomuk HERIS-ID: 29265 Objekt-ID: 25907                   | Karlstift ·             |                                  |         | In der Pfarrkirche von Karlstift befindet sich eine Statue Johannes Nepomuks. |
| ja   | Datei hochladen | Statue Johannes Nepomuk                                                    | Karlstift ·             |                                  |         | In Karlstift steht eine moderne Darstellung Johannes Nepomuks. |
| ja   | Datei hochladen | Statue Johannes Nepomuk HERIS-ID: 29513 Objekt-ID: 26160                   | Kirchberg am Walde ·    |                                  |         | In der Chornische der Pfarrkirche Kirchberg am Walde befindet sich eine Stuckfigur Johannes Nepomuks aus der ersten Hälfte des 18. Jahrhunderts. |
| BW   | Datei hochladen | Altarbild Johannes Nepomuk                                                 | Kirchberg am Walde ·    |                                  |         | Auf dem Seitenaltar der Schlosskirche von Kirchberg am Walde befindet sich als Altarbild von Johann Georg Schmidt eine Darstellung Johannes Nepomuks aus dem zweiten Viertel des 18. Jahrhunderts. |
| ja   | Datei hochladen | Statue Johannes Nepomuk HERIS-ID: 29551 Objekt-ID: 26199                   | Kirchberg am Walde ·    |                                  | 1766    | Bei der Auffahrt zum Schloss in Kirchberg am Walde steht eine Statue Johannes Nepomuks aus dem Jahr 1766. |
| BW   | Datei hochladen | Bild Johannes Nepomuk                                                      | Kleineibenstein ·       |                                  |         | In der 1913 errichteten und dem Heiligen geweihten Ortskapelle befindet sich eine Darstellung Johannes Nepomuks aus der ersten Hälfte des 18. Jahrhunderts als Altarbild. |
| ja   | Datei hochladen | Statue Johannes Nepomuk                                                    | Kleinpertholz ·         |                                  |         | In Kleinpertholz steht eine Johannes-Nepomuk-Kapelle mit einer Statue des Heiligen. |
| ja   | Datei hochladen | Gemälde Johannes Nepomuk HERIS-ID: 29636 Objekt-ID: 26290                  | Langschwarza ·          |                                  | 1864    | Auf dem linken Seitenaltar im Querschiff der Pfarrkirche Langschwarza befindet sich ein Altargemälde Johannes Nepomuks aus dem Jahr 1864. |
| ja   | Datei hochladen | Statue Johannes Nepomuk HERIS-ID: 11371 Objekt-ID: 7457                    | Litschau ·              |                                  | 1900    | Auf dem Hochaltar der Pfarrkirche Litschau befindet sich links oben eine Statue Johannes Nepomuks aus dem Jahr 1900 und am mittleren Emporebogen eine polychromierte Figur aus der zweiten Hälfte des 18. Jahrhunderts.                                                                                            |
| ja   | Datei hochladen | Statue Johannes Nepomuk                                                    | Litschau ·              |                                  | 1737    | Auf einem verlängerten Brückenpfeiler der Torbrücke über den Reißbach bei der Stadtmauer von Litschau steht eine Statue Johannes Nepomuks aus dem Jahr 1737. Ursprünglich befand sich diese in Schönau bei Litschau und wurde hierher übertragen.                                                                  |
| ja   | Datei hochladen | Johannes Johannes Nepomuk                                                  | Mühlbach ·              |                                  |         | Die 1965 erbaute Ortskapelle von Mühlbach ist dem heiligen Johannes Nepomuk geweiht. |
|      | Datei hochladen | Statue Johannes Nepomuk                                                    | Pyhrabruck              |                                  |         | Bei der Johannes-Nepomuk-Statue bei der Brücke von Pyhrabruck handelt es sich um den Abguss einer in Budweis befindlichen Statue des Heiligen. |
| ja   | Datei hochladen | Glasfenster Johannes Nepomuk                                               | Reingers ·              |                                  |         | Im Langhaus der Pfarrkirche von Reingers befindet sich ein Glasfenster mit einer Darstellung Johannes Nepomuks aus dem Jahr 1912. |
| BW   | Datei hochladen | Statue Johannes Nepomuk                                                    | Reingers ·              |                                  |         | Neben der Kanzel der Pfarrkirche von Reingers befindet sich eine aus Holz geschnitzte Statue Johannes Nepomuks. Sie wurde von Heimatvertriebenen gespendet. |
| BW   | Datei hochladen | Statue Johannes Nepomuk                                                    | Reinprechts ·           |                                  |         | In der Ortskapelle von Reinprechts befindet sich eine Figur Johannes Nepomuks aus dem 18. Jahrhundert. |
| ja   | Datei hochladen | Statue Johannes Nepomuk HERIS-ID: 29557 Objekt-ID: 26207                   | Sankt Martin ·          |                                  |         | In der Pfarrkirche St. Martin im Waldviertel befindet sich eine Darstellung Johannes Nepomuks aus der Mitte des 18. Jahrhunderts als Seitenfigur. |
| ja   | Datei hochladen | Statue Johannes Nepomuk                                                    | Sankt Wolfgang ·        |                                  |         | In Sankt Wolfgang steht eine Statue Johannes Nepomuks aus der Mitte des 18. Jahrhunderts. |
| ja   | Datei hochladen | Bild Johannes Nepomuk                                                      | Sankt Wolfgang ·        |                                  |         | An der Straße von Weitra nach St. Wolfgang befindet sich eine Flur-Wegkapelle mit einem Bild des Johannes Nepomuk – gez MH 1905. |
| ja   | Datei hochladen | Statue Johannes Nepomuk HERIS-ID: 29720 Objekt-ID: 26379                   | Sankt Wolfgang ·        |                                  |         | An der rechten Seite des Langhauses der Pfarrkirche St. Wolfgang bei Weitra steht eine Skulptur Johannes Nepomuks. |
| ja   | Datei hochladen | Skulptur Johannes Nepomuk                                                  | Schönau bei Litschau ·  |                                  | 1994    | Am Ufer des Reißbaches in Schönau befindet sich ein Granitstein, auf dem die aus Eisen gefertigten Konturen Johannes Nepomuks angebracht sind. Ursprünglich befand sich hier jene Johannes-Nepomuk-Statue, die heute in Litschau auf der Brücke über den Reißbach steht.                                           |
| ja   | Datei hochladen | Statue Johannes Nepomuk HERIS-ID: 29620 Objekt-ID: 26274 marterl.at: 11758 | Schrems ·               |                                  | 1737    | Bei der Brücke über den Braunaubach in Schrems steht eine Statue Johannes Nepomuks aus dem Jahr 1737. Wegen Beschädigungen wurde die Statue von der seit 1951 im benachbarten Schloss Schrems untergebrachten Berufsschule für Steinmetze wiederhergestellt.                                                       |
| ja   | Datei hochladen | Bild Johannes Nepomuk                                                      | Schrems ·               |                                  |         | Am Wackelsteinweg zwischen Amaliendorf und Schrems steht an einer Kreuzung ein Bildstock mit einem Bild des hl. Johannes Nepomuk. Vermutlich wurde der Bildstock von Freiherr von Ossy, anlässlich der Errettung eines treuen Försters bei einem Orkan im Jahre 1844, errichtet.                                   |
| ja   | Datei hochladen | Statue Johannes Nepomuk HERIS-ID: 29612 Objekt-ID: 26266                   | Schrems ·               |                                  |         | An der rechten Langhauswand der Pfarrkirche Mariä Himmelfahrt in Schrems befindet sich eine Statue Johannes Nepomuks. |
| ja   | Datei hochladen | Statue Johannes Nepomuk                                                    | Spital ·                |                                  |         | Bei der Ortseinfahrt von Spital bei Weitra steht eine Johannes-Nepomuk-Statue. |
| BW   | Datei hochladen | Statue Johannes Nepomuk                                                    | Steinbach ·             |                                  |         | In der Ortskapelle von Steinbach befindet sich auf einer Konsole eine Statue Johannes Nepomuks aus dem 18. Jahrhundert. |
| BW   | Datei hochladen | Relief Johannes Nepomuk                                                    | Unserfrau-Altweitra ·   |                                  |         | In der Pfarr- und Wallfahrtskirche von Unserfrau-Altweitra befindet sich auf dem rechten Seitenaltar ein Piedestal mit einem vergoldeten Relief Johannes Nepomuks aus der ersten Hälfte des 18. Jahrhunderts. |
| ja   | Datei hochladen | Statue Johannes Nepomuk HERIS-ID: 29675 Objekt-ID: 26333                   | Waldenstein ·           |                                  |         | In der Pfarrkirche Waldenstein befindet sich eine aus Holz geschnitzte Figur Johannes Nepomuks aus dem dritten Viertel des 18. Jahrhunderts. |
| ja   | Datei hochladen | Bild Johannes Nepomuk HERIS-ID: 29539 Objekt-ID: 26187                     | Weißenalbern ·          | Johann Georg Schmidt             |         | Auf dem rechten Seitenaltar der Pfarrkirche Weißenalbern befindet sich ein Bildnis von Johann Georg Schmidt mit der Darstellung des Martyriums des Johannes Nepomuk aus dem zweiten Viertel des 18. Jahrhunderts und an der rechten Langhauswand befindet sich eine Skulptur des Heiligen aus dem 18. Jahrhundert. |
| ja   | Datei hochladen | Gemälde Johannes Nepomuk HERIS-ID: 29691 Objekt-ID: 26350                  | Weitra ·                | Josef Kessler                    | 1875    | In der Taufkapelle im rechten Seitenschiff der Pfarrkirche Weitra befindet sich ein 1875 von Josef Kessler geschaffenes Altargemälde Johannes Nepomuks. |
| ja   | Datei hochladen | Statue Johannes Nepomuk HERIS-ID: 29705 Objekt-ID: 26364                   | Weitra ·                | Friedrich Wilhelm Stillen        | 1724    | Vor dem Oberen Stadttor von Weitra steht eine von Friedrich Wilhelm Stillen 1724 geschaffene Statue Johannes Nepomuks. |